# Barrio Chiltzapoyo
Barrio Chiltzapoyo är en ort i Mexiko.   Den ligger i kommunen Matlapa och delstaten San Luis Potosí, i den sydöstra delen av landet, 210 km norr om huvudstaden Mexico City. Barrio Chiltzapoyo ligger 334 meter över havet och antalet invånare är 361.
Terrängen runt Barrio Chiltzapoyo är huvudsakligen kuperad, men åt nordväst är den platt. Runt Barrio Chiltzapoyo är det ganska tätbefolkat, med 67 invånare per kvadratkilometer. Närmaste större samhälle är Tamazunchale, 9,9 km söder om Barrio Chiltzapoyo. I omgivningarna runt Barrio Chiltzapoyo växer huvudsakligen savannskog.